# Katty Xiomara
Katty Xiomara Santos Anjos (Caracas, 7 de março de 1974) é uma estilista portuguesa.
Nascida na Venezuela, no seio de uma família portuguesa, Katty Xiomara veio para Portugal com 18 anos, instalando-se no Porto. Foi aluna da estilista Maria Gambina no CITEX - Centro de Formação Profissional da Indústria Têxtil, no Porto.
A sua carreira começou em 1996, quando, com apenas 22 anos, venceu o primeiro prémio do "Porto de Moda". No mesmo ano, apresentou a sua primeira coleção, no Portugal Fashion, e foi convidada a participar no concurso para a criação dos uniformes da Expo'98. Simultaneamente, desenhou roupa de criança no gabinete "R Design" para as marcas Girandola e Ramirez & Raul. Os fundos obtidos nestes primeiros projetos financiaram a produção de coleções próprias, apresentadas regularmente no Portugal Fashion e na Moda Lisboa.
Em 2001 assinou um contrato com a empresa TRL, que passou a produzir e a comercializar os fatos de banho da marca Xiomara e a coleção de roupa desportiva e fitness Fuga's, tudo desenhado e concebido pela estilista. Xiomara, que prefere apostar na criação de roupas confortáveis, criou as fardas dos empregados da Pizza Hut, da Kodak e da McDonald's Portugal.
Katty Xiomara enveredou pela internacionalização, marcando presença em feiras em Angola, Espanha, Estados Unidos, Japão e República Checa. Uma casa burguesa do século XIX recuperada, na Rua da Boavista, no Porto, mostra as produções mais recentes da estilista que são também usadas por atores e atrizes em produções televisivas populares. Katty Xiomara é, também, professora de design de roupa no CITEX.